# Davante Gardner
Davante Gardner (ur. 2 września 1991 w  Suffolk) – amerykański koszykarz, grający na pozycji silnego skrzydłowego, obecnie zawodnik SeaHorses Mikawa.
W 2014 reprezentował Chicago Bulls, podczas rozgrywek letniej ligi NBA.
Jego matka grała w koszykówkę na Elizabeth City State University.

## Osiągnięcia
Stan na 26 września 2020, na podstawie, o ile nie zaznaczono inaczej.
NCAA
- Uczestnik rozgrywek:
  - Elite 8 turnieju NCAA (2013)
  - Sweet 16 turnieju NCAA (2011–2013)
- Mistrz sezonu regularnego konferencji Big East (2012, 2013)
- MVP turnieju Portsmouth Invitational Tournament (2014)
- Najlepszy rezerwowy konferencji Big East (2013, 2014)
- Zaliczony do:
  - I składu turnieju:
    - Portsmouth Invitational Tournament (2014)
    - NCAA All-East Region (2013)

  - II składu Big East (2014)
    - honorable mention Big East (2013)

Indywidualne
- MVP
  - II ligi francuskiej LNB Pro B (2015)
  - meczu gwiazd japońskiej ligi NBL (2016)
- Zaliczony do I składu ligi japońskiej B-League (2019)
- Uczestnik meczu gwiazd ligi japońskiej (2015/2016, 2018/2019)
- Lider strzelców ligi japońskiej (2016, 2018, 2019, 2020)